# Banjevci
Banjevci su selo u općini Stankovci, Zadarska županija, Hrvatska. 
Nalazi se na rubu Zadarske županije u središtu Dalmacije, u blizini najvećeg hrvatskog jezera zvanog Vransko jezero. Selo se sastoji od tri dijela: Banjevaca, Donjeg Kraja i Kašića (zvanog pod imenom i Kašić Banjevački).

## Zemljopis
Selo je omeđeno selima Stankovcima, Radašinovcima, Crljenikom i Pirovcem. Ispred sela su polja, te mali brežuljkasti lanac preko kojega se dolazi do Vranskog jezera i mora. Prema unutrašnjosti, također su mala brdašca, te kvalitetan poljoprivredno obradiv predio zvan Golubići gdje seljani pretežno uzgajaju masline.

## Stanovništvo
Stanovnici su pretežno Hrvati. Za vrijeme sezone selo oživi. Dolaze ljudi iz cijele Hrvatske, Francuske, Austrije, Njemačke, Australije, Slovenije, Kanade, Švedske, Amerike i iz Srbije. To su većinom ljudi koji imaju rodbinu u selu. Škola ima vrlo malo učenika.
| broj stanovnika | 463   | 536   | 480   | 503   | 552   | 592   | 878   | 648   | 840   | 875   | 851   | 775   | 622   | 572   | 474   | 447   | 401   |
|                 | 1857. | 1869. | 1880. | 1890. | 1900. | 1910. | 1921. | 1931. | 1948. | 1953. | 1961. | 1971. | 1981. | 1991. | 2001. | 2011. | 2021. |

## Povijest
Prije doseljenja Hrvata kršćanstvo je cvalo na tome području. To potvrđuju ostaci starokršćanske crkve iz V.-VII. st. na prostoru između Banjevaca i Kašića. Banjevci su staro hrvatsko naselje. Ne raspolažemo podacima kako se je selo u početku nazivalo, kada i zašto je dobilo ime Banjevac - Banjevci.
Kad su Osmanlije 1537. osvojili Velim i Vranu došli su Banjevci i Kašić pod njihovu upravu. Čini se da Banjevci nisu opustjeli. U svibnju 1603. godine 400 senjskih uskoka doplovilo je do Zlosela (staro ime za Pirovac). Tu su se iskrcali, plijenili, zapalili dva sela u blizini Vrane: Banjevce i Radašinovce. Odveli su dosta živoga blaga i druge robe te nekoliko sužanja. U borbi je palo 20 turskih vojnika i jedan uskočki starješina. Nešto kasnije, u opisu Bosanskog pašaluka iza 1624. zabilježeno je da selo Banjevci s okolnim kućama može dati 100 ljudi za oružje.
Naselje se od 1828. godine nalazi u sastavu Šibenske biskupije.

## Spomenici i znamenitosti

### Staro kršćanska crkva
O rasprostranjenosti kršćanstva na području župe u kasno doba antike svjedoče ostaci crkve iz V.-VII. st., pronađeni na lokalitetu Dražica Pudarica. Na tom mjestu u doba rimske vlasti bio je izgrađen mitrej ili svetište u čast božanstva Mitre. Taj objekt možda je adaptiran u kršćansku crkvu u prvo doba kršćanstva. Među ruševinama pronađen je Mitrin reljef.

### Crkva sv. Ivana sa zvonikom - kulom
Crkva Sv. Ivana datira se u XIII. stoljeću. Titular crkve podsjeća na obiteljskog zaštitnika Šubića, koji su njezinu gradnju možda potpomogli. Prvotni oblik crkve sačuvao se do naših dana. Sa sjeverne strane do oltara učinjeno je proširenje da se dobije prostor za sakristiju i vjernike. Crkva ima okruglu apsidu. Postavljanjem baroknog oltara prostor između oltara i apside ispunjen je hrpom kamenja. Sakristija se u spisima prvi put spominje 1822. godine. Dva sjeverna kontrafora uklopljena su u zidove proširenoga dijela crkve ili sakristije.
Gradnja crkve 1937.
Crkva sv. Ivana je skromnih dimenzija, a vjernici su prije 50 godina u neusporedivo većem broju pohađali crkvu nego u naše doba. Stoga je crkva postala pretijesna za vjernike Banjevaca i Kašića. Osjećala se potreba za izgradnjom veće i prostranije crkve. Potrebu i želju vjernika pokušao je ostvariti fra Roko Rogošić, župnik (1937. – 1944.). Rogošić je pronašao benefaktora u SAD. Pribavljena je potrebna građevinska dokumentacija i radovi su započeli na izgradnji objekta. Još se vide podignuti temelji i dio započete crkve. Radovi su nešto više odmakli na istočnom prostoru, gdje se trebao nalaziti veliki oltar. Ratne neprilike omele su nastavak radova.

### Crkva sv. Nikole Tavelića
Zamisao da se nastave radovi na započetoj crkvi prije II. svjetskog rata postala je nakon rata bezrazložna. Osjećala se i dalje potreba za većom i novom crkvom, ali crkva započeta 1937. bila je velikih dimenzija za novonastale prilike i uvjete života. Gradnja crkve na čast sv. Nikole Tavelića počela je 3. kolovoza 1970. Prije toga župnik fra Bernardin Bebić prodao je crkvenu zemlju i uz pomoć franjevačkih klerika počeo graditi crkvu. Pritekli su u pomoć i vjernici. Objekt je građen od betona, a betonski krov dovršen je 3. studenoga 1970. Zatim su nastavljeni radovi na uređenju unutrašnjosti, izgradnji sakristije i vjeronaučne dvorane.
Župna crkva sv. Nikole Tavelića građena je prema nacrtu arh. Ante Baraća iz Splita, na temeljima započete velike kamene crkve sv. Ivana Krstitelja i sv. Terezije od Maloga Isusa iz 1938. godine. Locirana je dakle na prostoru zasnovane crkve, a najviše u onome dijelu gdje je imao biti prezbiterij. Izgradnjom i posvetom crkve promijenilo se i ime zaštitnika župe - u sv. Nikola Tavelić.
Nakon dovršetka radova crkvu je posvetio msgr. Josip Arnerić, šibenski biskup, 14. studenoga 1971.  Betonski krov crkve i sakristije dobio je novo lice, kad je 1986. pokriven kupom kanalicom.
Uz crkvu sa zapadne strane na pročelju podignut je zvonik. U zvoniku su dva zvona, koja su elektrificirana za župnika fra Ferde Jukića 1988. godine.
Između stare i nove župne crkve 2005. god. podignuta je mrtvačnica.

### Stara župna kuća
U Banjevcima se donedavno održala stara srednjovjekovna župna kuća. Imala je kontrafore kao i crkva sv. Ivana. Bila je izgrađena u XII. stoljeću. Župnik je 1723. ustvrdio da nema kuće, nego da živi u bratimskoj kući. Držimo da se radi o toj kući koju su bratimi sv. Ivana obnovili i u njoj se župnik nastanio. God. 1822. biskup traži da se dovrši obnova župne kuće. Umjesto da se obnovi, ona je prije 20 godina do temelja porušena.

### Župa Banjevci
Župa Banjevci prostire se u općinama Stankovci (selo Banjevci) i Pirovac (selo Kašić) Zadarske županije u jugoistočnom dijelu Vranskog polja, ispod staroga grada Kašica. Župu su uvijek vodili franjevci. Do dolaska Osmanlija Kašići i Banjevci su bile samostalne župe, a njihovim odlaskom pripali su župi Skradinu, do osnutka župe Velima u XVII. stoljeću. U sastavu župe Velima ostali su do 1718. god., kada Banjevci postaju samostalna župa. Danas Župa pripada Skradinskom dekanatu Šibenske biskupije.
Župne matice sačuvane su od god. 1721. (DAZ, R. k. 34-39, V. k. 40-44, M. k. 45-49). U župnom uredu čuvaju se župne matice od Drugoga svjetskog rata.
U Župi: oko 185 obitelji, 590 vjernika, (g. 1939.: 947 + 6 vjernika, g. 1965.: 220 obitelji, 1200 vjernika, g. 1979.: 190 obitelji, 740 vjernika).

## Kašić

### Zaselak Kašić
Dobio je ime po istoimenome kaštelu iznad mjesta na brijegu. U spisima Skradinske biskupije Kašić se ne spominje kao što se spominju zaseoci Bubić u Ždrapnju, Kovačević u Sonkoviću, Dobričić i Kaditopić u Piramatovcima. Vjerojatno u početku XVIII. st. današnji Kašić nije bio naseljen. U to doba živjela je u Banjevcima jedna obitelj Savić, dvije Brković, a Troskoti se prvi put javljaju oko 1770. godine.

### Kaštel Kašić
Srednjovjekovni grad Kašić, od kojega strše ostatci iznad današnjega Kašića, bio je vlasništvo hrvatskoga plemena Kasega, koji su svoje rodovsko sjedište imali u Kašiću kod Smilčića. Oba Kašića pripadala su istome plemenu i dobila su ime »Kašić» po Kasezima. Kašić kod Banjevaca Kasezi su izgubili i on je prešao u kraljevsko vlasništvo. I tako je Kašić zajedno sa susjednim Banjevcima kao kraljevsko dobro Ladislav IV. Kumanac poklonio 1273. nekim Glamočanima za zasluge što su ih stekli u ratu protiv češkoga kralja Otokara II. pod Đurom u Mađarskoj. Čini se da su Glamočani imali svoj rodovski grad Tinj.
Lučki stol u Vukšiću 3. svibnja 1492. presuđuje parnicu između plemića Kašićana i Milote Nešutovića. Među sucima se nalaze Karinjani, Kukari, Virevići, Pavičić iz Otresa, Satobrić iz Polače i Šubići Plemići iz Kašića darovaše 1513. novoj crkvi i fratrima na Sustipancu ( Zlosela ) nekoje zemlje pod Tuščicom, da fratri mole za njih Boga. Neki Kašićam donijeli su 10. travnja 1524. u Zadar u samostan sv. Ivana neke stvari iz crkve sv. Ivana, koje su ostale sačuvane kad su Osmanlije oplijenili selo i crkvu.
Kaštel Kašić spada među veoma stare srednjovjekovne utvrde. Nema više traga o crkvi unutar gradskih zidina ili uz gradske bedeme, iako je vjerojatno bila podignuta s kaštelom crkva skromnijih dimenzija.

## Poljoprivreda
Živi se od poljoprivrede. Proizvodi se vino, grožđe, kapula, crveni luk, krumpir, badem itd.

## Crkvena slavlja
Slavlja u selu se održavaju 24. lipnja (Sv. Ivan).

## Poznate osobe
- Sv. Nikola Tavelić, prvi hrvatski svetac, rođen u blizini Banjevaca
- Dr. Adolf Polegubić, hrvatski pjesnik, pastoralni teolog i novinar
- Gojko Polegubić, hrvatski pjesnik, esejist i kritičar
- Massimo Savić, hrvatski glazbenik i pjevač, rodom iz Banjevaca (otac)